# Парламентские выборы во Франции (1889)
Парламентские выборы во Франции 1889 года были 5-ми парламентскими выборами Третьей республики и проходили 22 сентября (первый тур) и 6 октября (второй тур). Левые получили большинство: 366 из 576 места.

## Результаты
| Партия                          | Места |
| ------------------------------- | ----- |
| Радикал-социалисты и социалисты | 12    |
| Радикалы                        | 100   |
| Республиканцы                   | 216   |
| Левые центристы                 | 38    |
| Роялисты                        | 86    |
| Бонапартисты                    | 52    |
| Буланжисты                      | 72    |
| Всего                           | 576   |

## Внешние ссылки
- Парламентские выборы 1889 года